# Petit-Halleux
Petit-Halleux est un village de la commune belge de Vielsalm située en Région wallonne dans la province de Luxembourg. Avant la fusion des communes de 1977, il faisait partie de la commune de Grand-Halleux.

## Géographie
Petit-Halleux se trouve à quatre kilomètres au nord du village de Vielsalm, sur la rive gauche de la Salm, un affluent de l’Amblève, en face du village d’Hourt.